# Phlogophora cabrali
Phlogophora cabrali là một loài bướm đêm trong họ Noctuidae.